# Prótesis implantosoportada (dental)

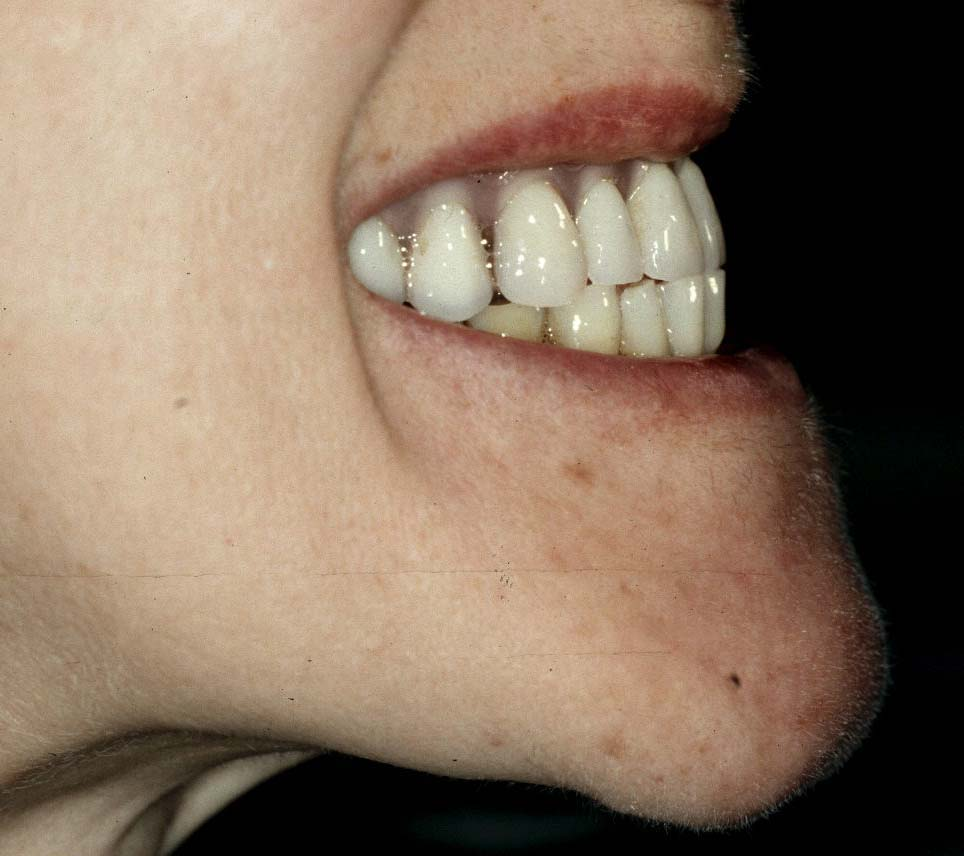
Sobredentadura colocada en los pilares de los implantes

Las prótesis sobre implantes son prótesis implantosoportadas, es decir, se sujetan en implantes dentales, por lo que el paciente debe someterse previamente a una operación quirúrgica. Estás prótesis pueden ser fijas (implantosoportadas) o removibles (implantomucosoportadas).

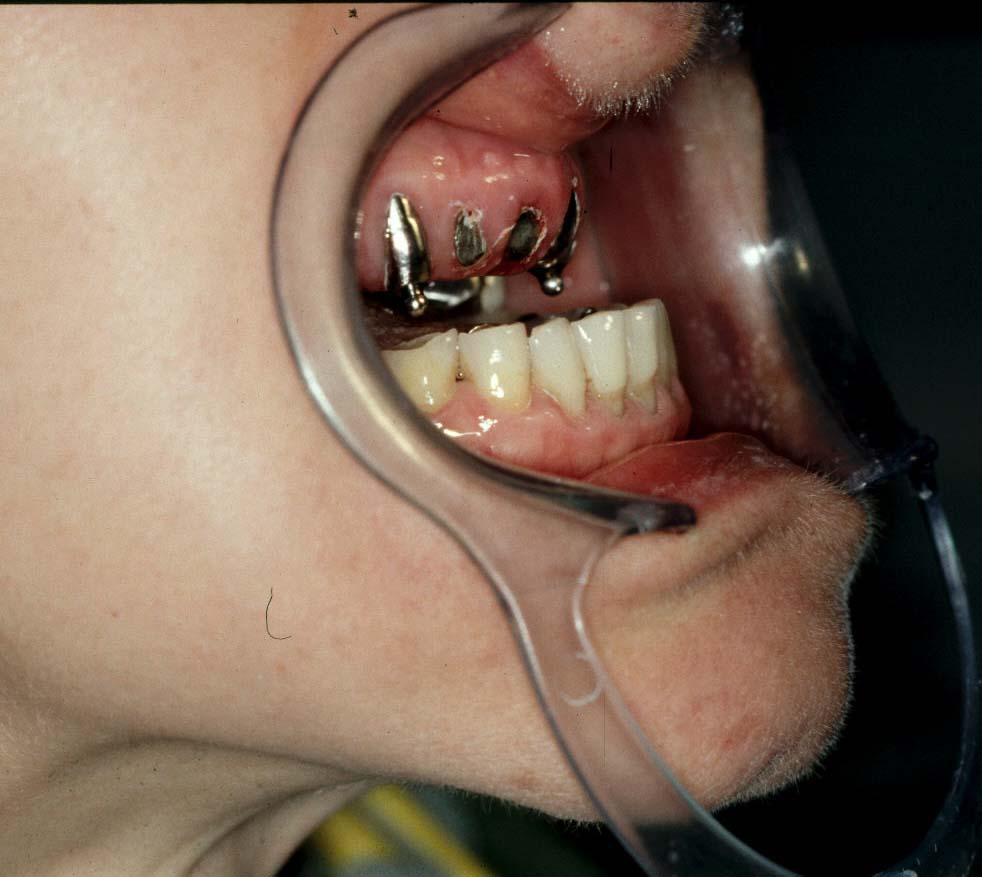
Se observan los pilares de los implantes preparados para la retención de una sobredentadura

En el maxilar superior y en la mandíbula, las rehabilitaciones completas con implantes dentales se pueden hacer mediante rehabilitaciones implantosoportadas (rehabilitación fija) o mediante rehabilitaciones implantomucosoportadas (rehabilitaciones removibles o sobredentaduras).

## Prótesis fija implantosoportada
Son prótesis fijas solo que en lugar de ser soportadas por los dientes naturales del paciente, se sujetan en los implantes. Pueden ser de una pieza y de dos o más piezas. Estas prótesis fijas podrán ir cementadas, o bien atornilladas al implante que a su vez está integrado en el hueso. 

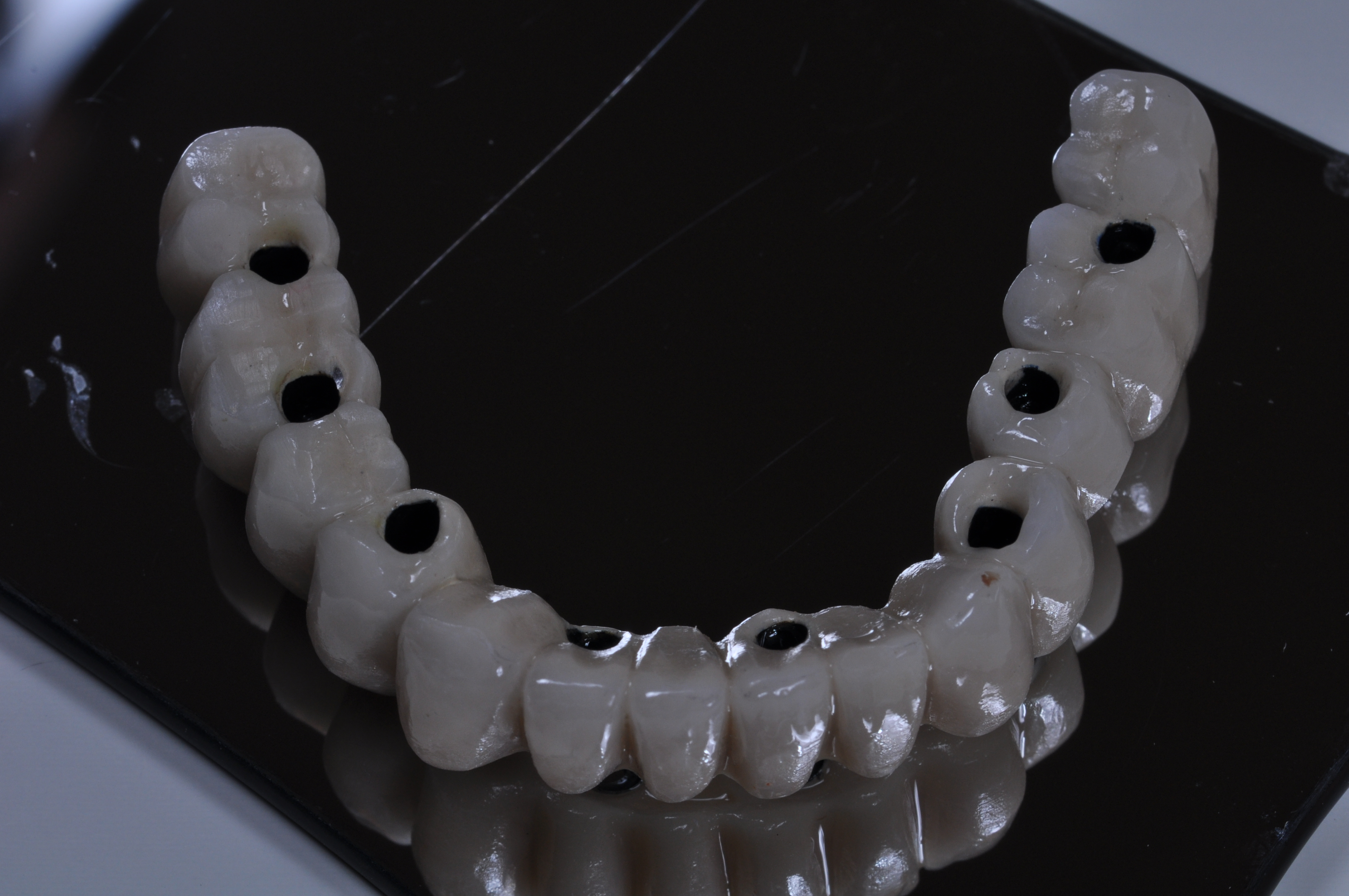
Prótesis sobre implantes dentales realizada con metal porcelana

## Prótesis completa implantomucosoportada
Son las sobredentaduras. En realidad son prótesis mixtas. Consiste en una prótesis total o parcial removible (que el paciente coloca y retira de su boca), cuya base de resina cubre los implantes dentales osteointegrados.
Las sobredentaduras se proponen como planificación terapéutica cuando la cantidad y calidad ósea son reducidas, que no proporcionan las condiciones óseas necesarias para instalar una prótesis fija implantosoportada.